# Sylvia Arnold
Sylvia Arnold (* 10. November 1990 in Dresden) ist eine ehemalige deutsche Fußballspielerin.

## Karriere

### Vereine
Arnolds fußballerische Karriere begann gemeinsam mit ihrer Zwillingsschwester Julia Arnold bei der SG 90 Braunsdorf. Gemeinsam wechselten sie erst zum 1. FFC Fortuna Dresden-Rähnitz und zur Saison 2006/07 zum FF USV Jena in die Gruppe Süd der seinerzeit zweigleisigen 2. Bundesliga. Mit Jena stieg Arnold zur Saison 2008/09 in die Bundesliga auf. Am 7. September 2008 (1. Spieltag) debütierte sie bei der 2:3-Niederlage im Heimspiel gegen den Hamburger SV. Ihre ersten beiden  Bundesligatore erzielte Arnold am 22. Oktober 2008 (9. Spieltag) beim 3:1-Sieg im Heimspiel gegen die SG Essen-Schönebeck. Zwei Jahre später stand sie im Pokalfinale, welches mit 0:1 gegen den FCR 2001 Duisburg verloren wurde. Am 15. Juni 2012 verließ die Mittelfeldspielerin den FF USV Jena und unterschrieb einen Zweijahresvertrag mit dem SC Freiburg. Im Sommer 2017 wechselte sie zum Ligakonkurrenten SC Sand, bei dem sie ihre Spielerkarriere 2019 beendete.

### Nationalmannschaft
Arnold bestritt im Spieljahr 2009 fünf Länderspiele für die U19-Nationalmannschaft und debütierte als Nationalspielerin am 23. April in Nürnberg im ersten Spiel der WM-Qualifikationsgruppe D beim 4:0-Sieg über die U19-Nationalmannschaft Russlands. Auch im dritten Spiel am 28. April beim 6:0-Sieg über die U19-Nationalmannschaft Irlands wurde sie eingesetzt. Am 27. Mai sowie am 24. und 26. Juni bestritt sie gegen die U19-Nationalmannschaften Australiens (0:3), Englands (1:0) und den Vereinigten Staaten (2:2) drei in Freundschaft ausgetragene Länderspiele.
Für die U20-Nationalmannschaft kam sie vom 28. Oktober 2009 bis zum 13. Juni 2010 in sechs Freundschaftsländerspiele zum Einsatz. Mit dieser Mannschaft nahm sie an der vom 13. Juli bis zum 1. August 2010 in Deutschland ausgetragenen Weltmeisterschaft teil. Sie bestritt das erste und zweite Spiel der Gruppe A sowie das mit 2:0 und 5:1 gewonnene Viertel- und Halbfinale gegen Nord- und Südkorea. Beim Titelgewinn über die Nationalmannschaft Nigerias wurde sie auch im Finale eingesetzt.

## Erfolge
- U20-Weltmeister 2010